# اختبار فرضية إحصائية

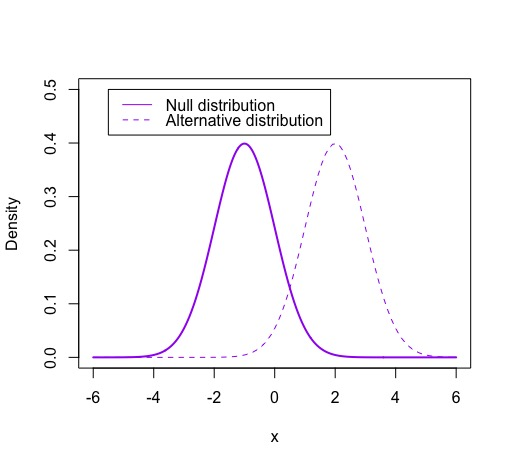

اختبار فرضية إحصائية هي طريقة لاتخاذ القرارات باستخدام البيانات، سواء من تجربة خاضعة للسيطرة أم من دراسة رصدية (غير خاضعة للسيطرة). في الإحصاء، تسمى النتيجة ذات دلالة إحصائية إذا ما كان من غير المتوقع أن تكون حدثت بالصدفة وحدها، وطبقًا لعتبة احتمالية مسبقة التحديد، درجة الدلالة. العتبة الإحتمالية، المعروفة أيضاً بعتبة الدلالة (α)، هي القيمة التي تحدد الحد الأقصى لاحتمال رفض الفرضية الصفرية عندما تكون هذه الفرضية في الواقع صحيحة. ويعبر عن هذا الاحتمال بأنه احتمال حدوث خطأ من النوع الأول. وقد صاغ العبارة «اختبار الدلالة» رونالد فيشر: (Ronald Fisher) «قد تسمى الاختبارات الحرجة من هذا النوع، اختبارات الدلالة، وعندما تكون تلك الاختبارات متوفرة، قد نكتشف سواء كانت عينة ثانية مختلفة بشكل دلالي عن الأولى.»
وتلك الاختبارات المستخدمة في تحديد ما هي نتائج تجربة ما ستقود إلى رفض فرضية العدم لمستوى دلالة محدد مسبقًا؛ مساعدة في تحديد سواء كانت نتائج الاختبارات تحتوي على معلومات كافية لتسليط الشك على الحكمة المألوفة. وأحيانًا يُطلق عليها تحليل البيانات التأكيدي، على عكس تحليل البيانات الاستكشافي.
وتجاوب اختبارات الفرضية الإحصائية على السؤال باعتبار أن فرضية العدم صحيحة، ما هي احتمالية رؤية نتيجة لإحصاء الاختبار، التي على الأقل تكون متطرفة كالقيمة التي تمت رؤيتها فعلاً؟. والاحتمالية تُعرف بمصطلح قيمة احتمالية (P-value).
اختبار الفرضية الإحصائية هي تقنية أساسية في الاستدلال الإحصائي المتردد. والمقاربة البايسنية لاختبار الفرضية هي لوضع أسس لرفض لنظرية الاحتمالية الخلفية. ومقاربات أخرى للوصول إلى قرار بناء على بيانات متوفرة عبر نظرية القرار والقرار المثالي.
المنطقة الحرجة الخاصة باختبار فرضية هي مجموعة من كل النتائج التي ترفض فرضية العدم لحساب قبول الفرضية البديلة.